# Csotkal
A  csotkal (hangul: 젓갈, RR: jeotgal) sózott, fermentált tenger gyümölcsei a koreai gasztronómiában. Általában kísérő ételként, illetve ételízesítőként funkcionál, gyakran hozzáteszik például a kimcshi (kimchi)hez is. Készülhet halakból, kagylókból, rákokból, halikrából és akár halbelsőségből is. Dél-Korea legnagyobb csotkal piaca Nonszan (Nonsan)ban, Kanggjong-up (Ganggyeong-eup)ban (강경읍) található, ahol minden évben csotkal fesztivált is rendeznek.

## Változatok
- szeudzsot (saeujeot) (새우젓): garnélarákból készült csot (jeot)[1]
  - odzsot (ojeot) (오젓): májusban halászott garnélából készült csot (jeot)
  - jukcsot (yukjeot) (육젓): júniusban halászott garnélából készült csot (jeot)
  - thohadzsot (tohajeot) (토하젓): édesvízi garnélából készült csot (jeot)[3]
- hvangszegidzsot (hwangsaegijeot) (황새기젓): halból készült csot (jeot)[1]
- mjolcshidzsot (myeolchijeot) (멸치젓): szardellából készült csot (jeot)[1]
- csogidzsot (jogijeot) (조기젓): árnyékhalfélékből készült csot (jeot)[4]
- csogedzsot (jogaejeot) (조개젓): kagylóból készül csot (jeot)[5]
- kuldzsot (guljeot) (굴젓): osztrigából készült csot (jeot)
  - origuldzsot (eoriguljeot) (어리굴젓): osztrigából készült csot (jeot) vörös csilipaprikával fűszerezve[1]
- mjongnandzsot (myeongnanjeot) (명란젓): tőkehal (명태, mjongthe (myeongtae)) ikrájából (란, ran) készített csot (jeot)[1]
- cshangnandzsot (changnanjeot) (창란젓): tőkehal belsőségeiből készült csot (jeot)[1][5]
- odzsingodzsot (ojingeojeot) (오징어젓): kalmárból készült csot (jeot)[1]
  - kkolttugidzsot (kkolttugijeot) (꼴뚜기젓): fiatal kalmárból készült csot (jeot)[6]
- kedzsang (gaejang) (게장): rákból készült csot (jeot)[1]

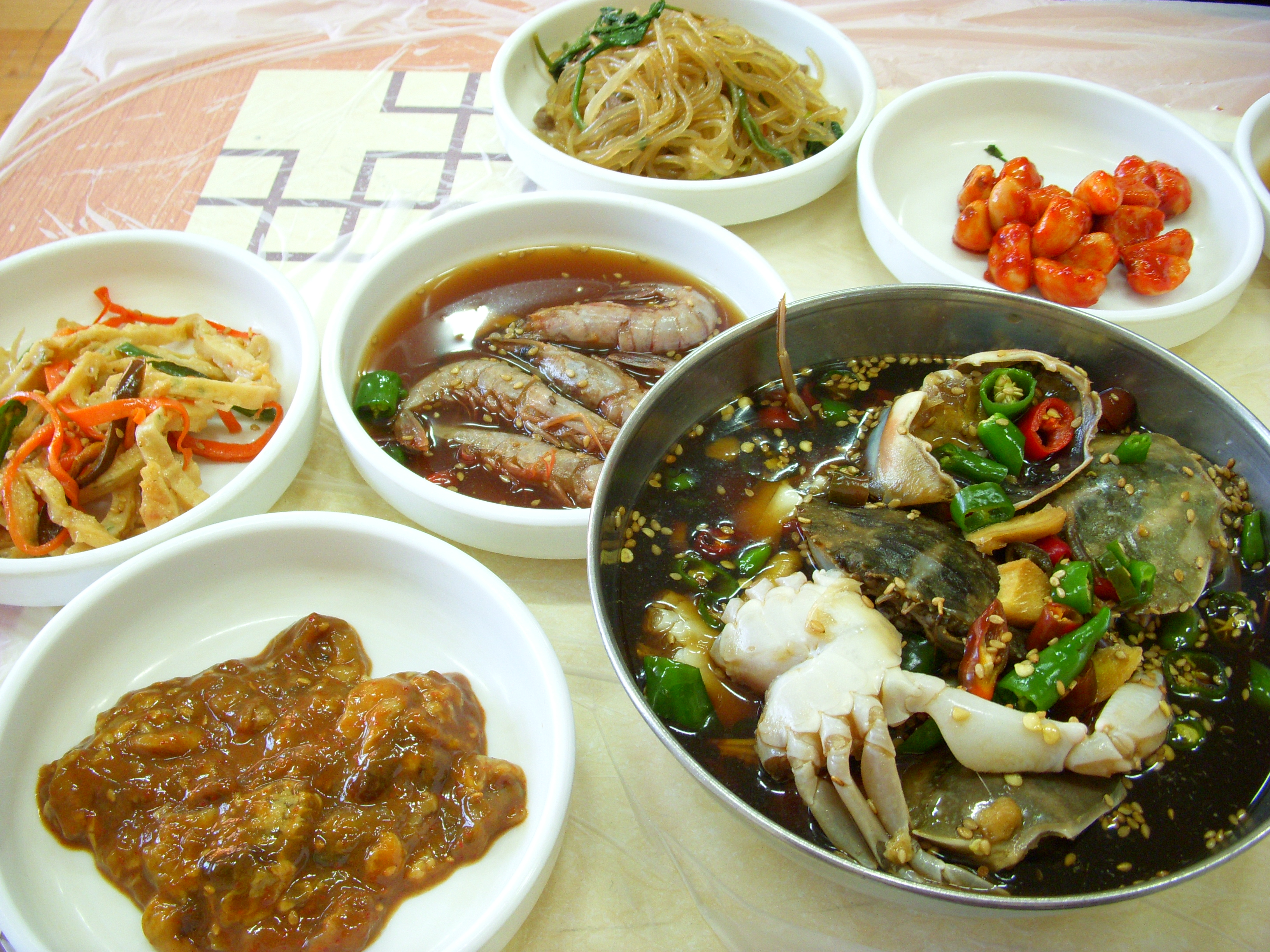
kedzsang (gaejang) és szeudzsang (saeujang) (szójaszószban marinált garnéla)
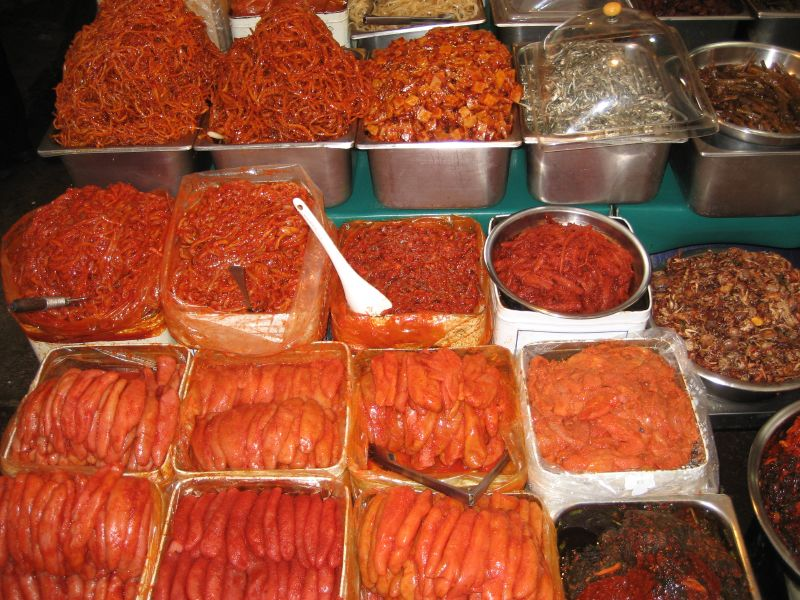
mjongnandzsot (myeongnanjeot)
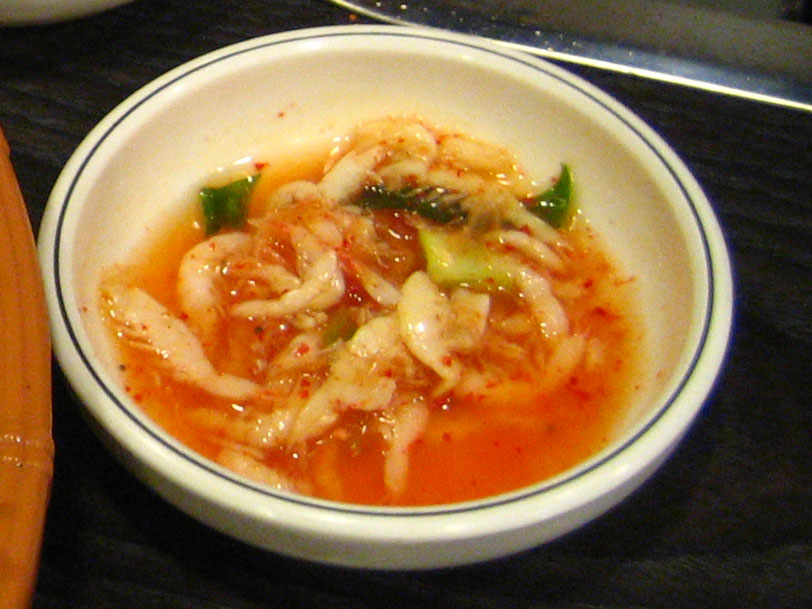
szeudzsot (saeujeot)
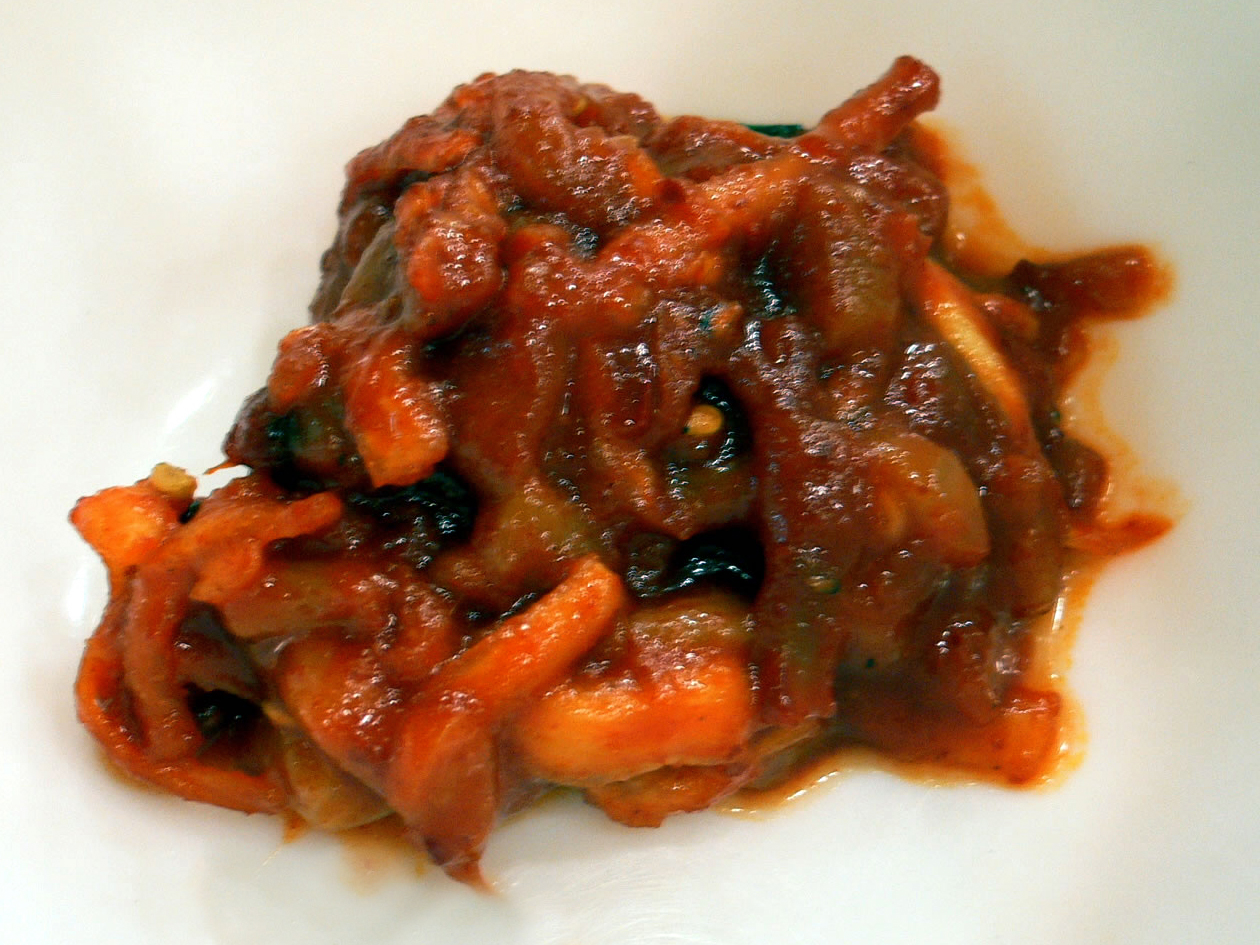
odzsingodzsot (ojingeojeot)